# Fiorenzo Angelini
Fiorenzo Angelini (1916–2014) là một Hồng y người Italia của Giáo hội Công giáo Rôma. Ông từng đảm nhận vai trò Hồng y Đẳng Linh mục Nhà thờ S. Spirito in Sassia, Chủ tịch Hội đồng Giáo hoàng Chăm sóc Mục vụ cho Nhân viên Y tế trong 7 năm, từ năm 1989 đến năm 1996.
Vốn là một giáo sĩ phục vụ trong Giáo triều Rôma, ông từng đảm trách nhiều vai trò khác nhau trước khi tiến đến trở thành Chủ tịch Hội đồng Giáo hoàng Chăm sóc Mục vụ cho Nhân viên Y tế, như: Trưởng ban Nghi lễ Văn phòng Nghi lễ Giáo hoàng (1946–1954), Thành viên Giáo triều (1956–1977), Giám mục phụ tá Giám quản Rôma (1977–1985), Quyền Chủ tịch Uỷ ban Giáo hoàng Chăm sóc Mục vụ cho Nhân viên Y tế (1985–1988), Quyền Chủ tịch Hội đồng Giáo hoàng Chăm sóc Mục vụ cho Nhân viên Y tế (1988–1989), Hồng y Đẳng Phó tế Nhà thờ S. Spirito in Sassia (1991–2002). Ông được vinh thăng Hồng y ngày 28 tháng 6 năm 1991, bởi Giáo hoàng Gioan Phaolô II.

## Tiểu sử
Hồng y Fiorenzo Angelini sinh ngày 1 tháng 8 năm 1916 tại Roma, Giáo phận Rôma, Italia. Sau quá trình tu học dài hạn tại các cơ sở chủng viện theo quy định của Giáo luật, ngày 3 tháng 2 năm 1940, Phó tế Angelini, 24 tuổi, tiến đến việc được truyền chức linh mục. Tân linh mục là thành viên linh mục đoàn Giáo phận Rôma.
Sau 16 năm thi hành các công việc mục vụ với thẩm quyền và cương vị của một linh mục, ngày 27 tháng 6 năm 1956, Tòa Thánh loan tin Giáo hoàng đã quyết định tuyển chọn linh mục Fiorenzo Angelini, 40 tuổi, gia nhập Giám mục đoàn Công giáo Hoàn vũ, với vị trí được bổ nhiệm là Thành viên Giáo triều, danh nghĩa giám mục hiệu tòa Messene. Lễ tấn phong cho vị giám mục tân cử được tổ chức sau đó vào ngày 29 tháng 7 cùng năm, với phần nghi thức chính yếu được cử hành cách trọng thể bởi 3 giáo sĩ cấp cao, gồm chủ phong là Hồng y Giuseppe Pizzardo, Tổng Thư ký Văn phòng Tòa Thánh; hai vị giáo sĩ còn lại, với vai trò phụ phong, gồm có Tổng giám mục Luigi Traglia, Phó Giám quản Rôma và Giám mục Ismaele Mario Castellano, O.P., giám mục chính tòa giáo phận Volterra. Tân giám mục chọn cho mình khẩu hiệu: EVANGELIZO PACEM EVANGELIZO BONUM.
Sau hơn 20 năm làm giám mục, ông được bổ nhiệm vào vị trí Giám mục phụ tá Giám quản Rôma. Thông tin bổ nhiệm chính thức được công bố vào ngày 6 tháng 1 năm 1977. Sau tám năm tại giáo đô, ông được điều chuyển làm Quyền Chủ tịch Uỷ ban Giáo hoàng Chăm sóc Mục vụ cho Nhân viên Y tế, thăng Tổng giám mục. Thông bóa bổ nhiệm cũng như thăng hàm được công bố vào ngày 16 tháng 2 năm 1985.
Sau đó ba năm, ngày 28 tháng 6 năm 1988 Uỷ ban Giáo hoàng Chăm sóc Mục vụ cho Nhân viên Y tế trở thành Hội đồng Giáo hoàng, ông được chọn giữ vai trò Quyền chủ tịch. Ngày 1 tháng 3 năm 1989, ông được bổ nhiệm chính thức làm Chủ tịch Hội đồng Giáo hoàng Chăm sóc Mục vụ cho Nhân viên Y tế.
Bằng việc tổ chức công nghị Hồng y năm 1991 được cử hành chính thức vào ngày 28 tháng 6, Giáo hoàng Gioan Phaolô II đưa ra quyết định vinh thăng Tổng giám mục Fiorenzo Angelini tước vị danh dự của Giáo hội Công giáo, Hồng y. Tân Hồng y thuộc Đẳng Hồng y Phó tế và Nhà thờ Hiệu tòa được chỉ định là Nhà thờ S. Spirito in Sassia.
Ngày 31 tháng 10 năm 1996, Tòa Thánh chấp thuận đơn xin hồi hưu của ông, theo Giáo luật. Ngày 26 tháng 2 năm 2002, ông được thăng đẳng Hồng y Linh mục. Ông đã cử hành các nghi thức nhận nhà thờ hiệu tòa của mình vào ngày 7 tháng 4 cùng năm.
Ông qua đời ngày 22 tháng 11 năm 2014, thọ 98 tuổi.